# Tanc Esquelètic

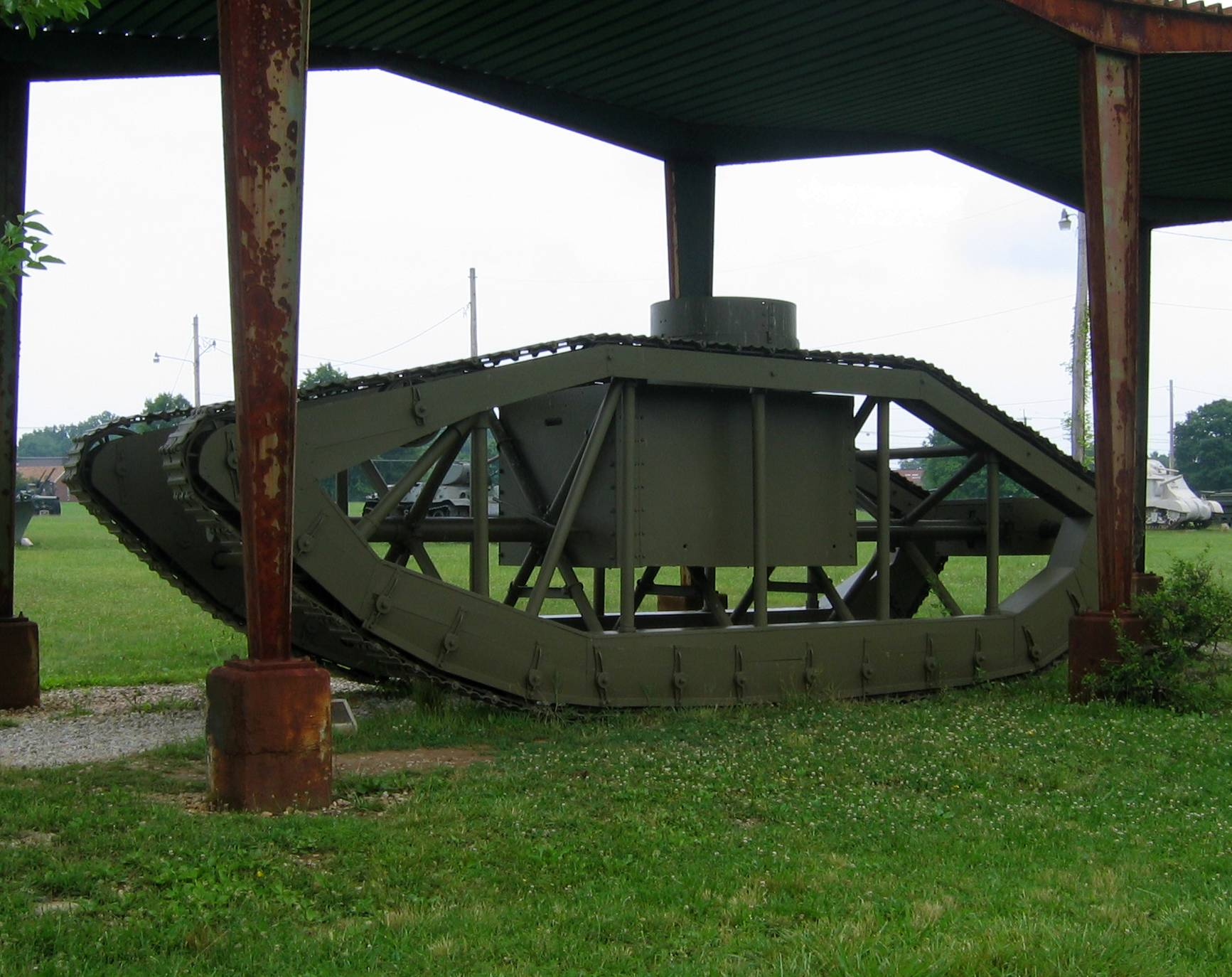
Tanc Skeleton preservat a l'Aberdeen Proving Ground

El Tanc Skeleton va ser un prototip experimental de tanc construït el 1918 per la Pioneer Tractor Company, Winona, Minnesota.
L'objectiu era la creació d'un vehicle lleuger capaç de travessar trinxeres de manera similar als tancs pesats convencionals britànics. Això no obstant, a diferència que els tancs britànics estaven totalment coberts, el Tanc Skeleton tenia el requisit que havia de bastir les dues grans cadenes tractores mitjançant llargues barres de ferro.